# Wolfsbane (Marvel)
Wolfsbane (echte naam Rahne Sinclair) is een fictieve superheldin uit de strips van Marvel Comics, die vooral voorkomt in de strips van de X-Men. Ze werd bedacht door Chris Claremont en Bob McLeod, en verscheen voor het eerst in Marvel Graphic Novel #4: The New Mutants. (1982)
Wolfsbane is een mutant van Schotse afkomst. Ze heeft de gave om geheel of gedeeltelijk in een wolf te veranderen. Ze heeft haar gave zo weten te beheersten dat ze op commando kan veranderen, maar moet wel altijd haar beestachtige instincten onder controle houden.

## Geschiedenis
Rahne werd als wees opgevoed door een priester genaamd Reverend Graig. Hij hield er echter nogal hardhandige methodes op na, en “sloeg” het geloof letterlijk in haar vanaf toen ze nog jong was. Toen bekend werd dat ze een mutant was, leidde Graig een woedende menigte tegen haar met het plan haar te verbranden op een brandstapel. Rahne werd gered en geadopteerd door Moira MacTaggert. Later, toen ze volwassen was, leerde ze dat Reverand Craig eigenlijk haar biologische vader was, en dat haar moeder een prostituee was.
Rahne werd uiteindelijk door Professor X gerekruteerd voor het originele New Mutants team. Ze was de jongste van de leden. Ondanks haar verlegen houding bouwde ze een sterke vriendschap op met Danielle Moonstar, en kreeg een relatie met Sam Guthrie. Danielle was ook in staat een telepathische link te vormen met Rahne als ze in haar wolf vorm was. Rahne’s strikte religieuze opvoeding maakte dat ze er moeite mee had mythologische wezens of demonen te confronteren. Ook haar eigen krachten, die sterk aan de verandering in een weerwolf deden denken, maakten dat ze zich onzeker voelde.
Tijdens de the X-Tinction Agenda verhaallijn, werd Rahne mentaal verbonden met Havok en gemanipuleerd door Shadow King. Dit leidde ertoe dat ze zich bij X-Factor aansloot. Nadat de schade van de mentale binding ongedaan was gemaakt, keerde ze terug naar MacTaggert’s basis op Muir Island en sloot zich aan bij Excalibur. Nadat Excalibur uiteen viel, bleven Rahne en Warlock op Muir Island om Moira te helpen een geneesmiddel tegen het Legacy Virus te vinden. Helaas werd het eiland aangevallen door de Brotherhood of Mutants. Moira werd gedood, en Rahne’s krachten werden uitgeschakeld door Mystique met een versie van Forge's Neutralizer.
Rahne bracht een tijdje door met motorrijden door de Verenigde Staten. Daarna werd ze een leraar aan Xavier’s school en parttime werknemer van Jamie Madrox’s detectivebureau, X-Factor Investigations. Rahne’s krachten werden hersteld door de mutant Elixir. Rahne werkt nu fulltime voor X-Factor.

## Krachten
Wolfsbane heeft de kracht om in een menselijke wolf te veranderen, of zelfs geheel in een rode wolf. In beide vormen heeft Rahne versterkte zintuigen zoals horen, zien en ruiken, beestachtige kracht, wendbaarheid en reflexen, messcherpe tanden en klauwen en beestachtige instincten. Haar krachten worden echter, in tegenstelling tot bij de meeste lancytropen, niet beïnvloed door de maan.
Recentelijk, in X-Factor #11, bleek dat Rahne ook in menselijke vorm over versterkte reuk beschikte. Of dit het gevolg is van verdere mutatie is nog niet bekend.

## Ultimate Wolfsbane
Wolfsbane had een kleine rol in Ultimate X-Men #50, waar ze lid was van een freak show samen met andere mutanten in cameo rollen.

## Overige Wolfbane's
- Wolfsbane kloon
- Wolfsbane uit de "Otherworld"

## Andere media
- Wolfsbane verscheen in de X-Men animatieserie in de aflevering "Cold Comfort" als lid van het X-Factor team.

- Wolfsbane had een kleine rol in de animatieserie X-Men: Evolution, als een van de New Mutants op Xavier’s school. Ze verander meestal in een volledige wolf, maar in een aflevering neemt ze haar mens/wolf vorm aan om een paar stropers af te schrikken.

- In de film X2 verscheen haar naam op een computerscherm waarop een lijst van mutanten werd getoond.

- In The New Mutants (film) zal Wolfsbane vertolkt worden door de actrice Maisie Williams.